# Nokia 5
Nokia 5 — середньорівневий Android-смартфон фінської компанії HMD Global. Був анонсований разом з Nokia 6, Nokia 3 і новим телефоном під брендом Nokia 3310 на MWC 2017 в Барселоні.
Nokia 5 в Індії була випущена 13 червня 2017.

## Специфікації

### Операційна система
Nokia 5 була випущена із Android 7.1.1 Nougat. HMD Global оголосила, що вони будуть постачати абсолютно чистий Android без жодних додаткових додатків. Також компанія зобов'язалася додавати нову функціональність і та регулярні оновлення безпеки.

## Доступність в Україні
Станом на серпень 2017 року модель коштувала близько 5500-6000 гривень в залежності від продавця.